# 王彤文
王彤文（1967年—），英文名为 Lotus King Weiss，江苏无锡人，现为美籍华裔公民，政治活跃家。

## 学术背景
1984年考入上海第一醫科大學（現名復旦大学醫學院）醫學系讀本科，1988年在美国佛罗里达大学解剖细胞生物学系分子生物学及發生生物學专业攻读博士学位。1992年获得博士学位后，在波士顿麻省總院，哈佛大学醫學院做博士後研究，並開始從事癌症方面的基礎研究。
1994年，时年27岁的王彤文成為哈佛大学講師，并于1997年擔任该校助理教授。在哈佛工作期间，王彤文拥有自己的研究室，並在包括《科学》和《细胞》等一流的生物科技学雜誌上發表多篇文章。王彤文曾被聘任為Pfizer公司和其他生物技術公司的技術顧問，多次在美国和國際會議上作學術報告。2002年，王彤文的研究室获得美国癌症研究协会（American Cancer Society ）100万美元的研究撥款。2012年，王彤文与生物学研究者Johnson AR, Lao S, Galanko JA, Zeisel SH共同在著名的《PLOS ONE》（公共科學文庫期刊）网站上发表生物学研究性文章Choline Dehydrogenase Polymorphism rs12676 Is a Functional Variation and Is Associated with Changes in Human Sperm Cell Function。
2002年，王彤文开始使用西医技术手段研究法轮功对人类免疫系统的影响。。
据纽约每日新闻报2013年3月6日报道，王彤文试图于2012年重新开办“全象特许学校”，该申请被纽约州教育部门否决。教育部门在回信中说申请手续不全。王彤文认为，申请被否决的原因是歧视法轮功学员。纽约州立大学特许学校协会的发言人Elizabeth Genco说，该协会在审核这些申请办学时要“看它的创始团队是否具有开办一个有学习氛围的、有财务保障的和法律上声名良好的特许学校的意愿、技能和能力”。